# Cymothoa asymmetrica
Cymothoa asymmetrica es una especie de crustáceo isópodo marino del género Cymothoa, familia Cymothoidae. Fue descrita científicamente por Pillai en 1954.

## Distribución
Esta especie se encuentra en la India y la parte occidental del Indo-Pacífico.